# Lingua arrernte
La lingua arrernte (o aranda) è una lingua o un gruppo linguistico comprendente idiomi mutuamente assai simili parlati nella zona di Alice Springs (Mparntwe in arrernte) nel Territorio del Nord, in Australia. Questo gruppo include le lingue seguenti:
- Anmatjirra
- Alyawarr
- Ayerrerenge
- Antekerrepenhe
- Arrernte orientale o ikngerripenhe
- Arrernte centrale o mparntwe arrernte
- Arrernte occidentale, tyuretye arrernte o arrernte alturlerenj
- Arrernte meridionale o pertame
- Basso arrernte o alenjerntarpe

Molte discussioni sono in corso per decidere se classificare queste varietà come dialetti o come lingue distinte. 

## Fonologia

### Vocali
|              | Vocali anteriori | Vocali centrali | Vocali posteriori |
| ------------ | ---------------- | --------------- | ----------------- |
| Vocali alte  | (i)              |                 | (u)               |
| Vocali medie |                  | ə               |                   |
| Vocali basse |                  | a               |                   |

Tutti i dialetti hanno almeno /ə a/.

### Consonanti
|                                                 | Consonanti periferiche | Consonanti periferiche | Consonanti periferiche | Consonanti laminali | Consonanti laminali | Consonanti apicali     | Consonanti apicali |
| Consonanti bilabiali                            | Consonanti velari      | Consonanti uvulari     | Consonanti palatali    | Consonanti dentali  |                     | Consonanti retroflesse |                    |
| ----------------------------------------------- | ---------------------- | ---------------------- | ---------------------- | ------------------- | ------------------- | ---------------------- | ------------------ |
| Consonanti occlusive                            | p pʷ                   | k kʷ                   |                        | c cʷ                | t̪ t̪ʷ                | t tʷ                   | ʈ ʈʷ               |
| Consonanti nasali                               | m mʷ                   | ŋ ŋʷ                   |                        | ɲ ɲʷ                | n̪ n̪ʷ                | n nʷ                   | ɳ ɳʷ               |
| Nasali pre-occlusive                            | pm pmʷ                 | kŋ kŋʷ                 |                        | cɲ cɲʷ              | t̪n̪ t̪n̪ʷ              | tn tnʷ                 | ʈɳ ʈɳʷ             |
| Consonanti laterali                             |                        |                        |                        | ʎ ʎʷ                | l̪ l̪ʷ                | l lʷ                   | ɭ ɭʷ               |
| Consonanti approssimanti                        | w                      | ɰ~ʁ                    | ɰ~ʁ                    | j jʷ                |                     |                        | ɻ ɻʷ               |
| Consonanti monovibranti/Consonanti polivibranti |                        |                        |                        |                     |                     | r rʷ                   |                    |

/ɰ~ʁ/ viene trascritta con ([ɰ]) da Breen (2005), e come uvulare ([ʁ̞]) da Henderson (2003).

### Ortografia
Central/Eastern Arrernte orthography does not write word-initial /ə/, and adds an e to the end of every word.
|                   | Peripheral | Peripheral | Peripheral | Coronal  | Coronal           | Coronal   | Coronal  |
| Laminal           | Laminal    | Peripheral | Peripheral | Apical   | Apical            |           |          |
| Bilabial          | Velar      | Uvular     | Palatal    | Dental   | Alveolar          | Retroflex |          |
| ----------------- | ---------- | ---------- | ---------- | -------- | ----------------- | --------- | -------- |
| Stop              | p pw       | k kw       |            | ty tyw   | th thw            | t tw      | rt rtw   |
| Nasal             | m mw       | ng ngw     |            | ny nyw   | nh nhw            | n nw      | rn rnw   |
| Prestopped nasal  | pm pmw     | kng kngw   |            | tny tnyw | tnh/thn tnhw/thnw | tn tnw    | rtn rtnw |
| Prenasalized stop | mp mpw     | ngk ngkw   |            | nty ntyw | nth nthw          | nt ntw    | rnt rntw |
| Lateral           |            |            |            | ly lyw   | lh lhw            | l lw      | rl rlw   |
| Approximant       | w          | h          | h          | y yw     |                   |           | r rw     |
| Tap/Trill         |            |            |            |          |                   | rr rrw    |          |

|      | Front  | Central | Back   |
| ---- | ------ | ------- | ------ |
| High | (i/ey) |         | (u/we) |
| Mid  |        | e       |        |
| Low  |        | a       |        |

### Fonotassi
La struttura sillabica dell'arrernte sembra che sia una struttura sillabica VC(C), con code obbligatorie e nessuno sviluppo.

## L'Arrernte a scuola
Nella maggior parte delle scuole elementari di Alice Springs gli alunni (di tutte le razze e nazionalità) imparano l'arrernte (o in alcuni casi l'arrernte occidentale) come lingua obbligatoria, spesso insieme al francese o all'indonesiano. Inoltre molte scuole superiori di Alice Springs offrono la possibilità di proseguire lo studio dell'arrernte per tutta la scuola superiore come materia a parte e lo si può imparare anche al Centralian College come parte dei corsi TAFE (Istruzione tecnica superiore). Alcuni progetti a lungo termine pensano di introdurla anche nei piani di studio universitari. 

## Arrernte sul posto di lavoro
In molti posti di lavoro ad Alice Springs viene richiesta ai dipendenti una conoscenza base dell'arrernte per poter comunicare con efficienza con il cospicuo numero di arrernte (circa il 25% dei residenti di Alice Springs parla arrernte come lingua madre). Molte aziende offrono corsi gratuiti e autofinanziati di arrernte. 